# Andalán
Andalán fou una revista quinzenal aragonesa, fundada a Saragossa el 1972 pels intel·lectuals aragonesos d'esquerra José Antonio Labordeta, Eloy Fernández Clemente, que en fou el primer director, Pablo Larrañeta, Luis Granell, Carlos Royo-Villanova i David Pérez Maynar. Arribà a una tirada de 16 000 exemplars. Fins al 6 de maig de 1977 s'edità quinzenalment, i des de 1979 edità a part una Guía de espectáculos.
Esdevingué un referent del nou nacionalisme aragonès amb un posicionament ideològic esquerrà, prenent posicions proaragoneses sobre el transvasament de l'Ebre, la depressió econòmica de les comarques, la defensa de la identitat cultural i el deteriorament de l'urbanisme de Saragossa. Alhora, foren un referent del nou regionalisme antifranquista, i informant sobre esdeveniments internacionals com el cop d'estat d'Augusto Pinochet a Xile i la revolució dels clavells a Portugal. També publicà articles polèmics sobre la Franja de Ponent.
Durant la transició democràtica aparegueren dissensions entre els seus redactors, i va prendre una posició més aragonesista i vinculada als moviments socials. Alguns dels seus col·laboradors van formar part del Partit Socialista d'Aragó. Es va deixar de publicar el 1987 per problemes econòmics. El 19 de gener de 2010, per iniciativa d'antics redactors del diari i de José Antonio Labordeta, es publica de manera electrònica.